# Henricus Christianus Millies

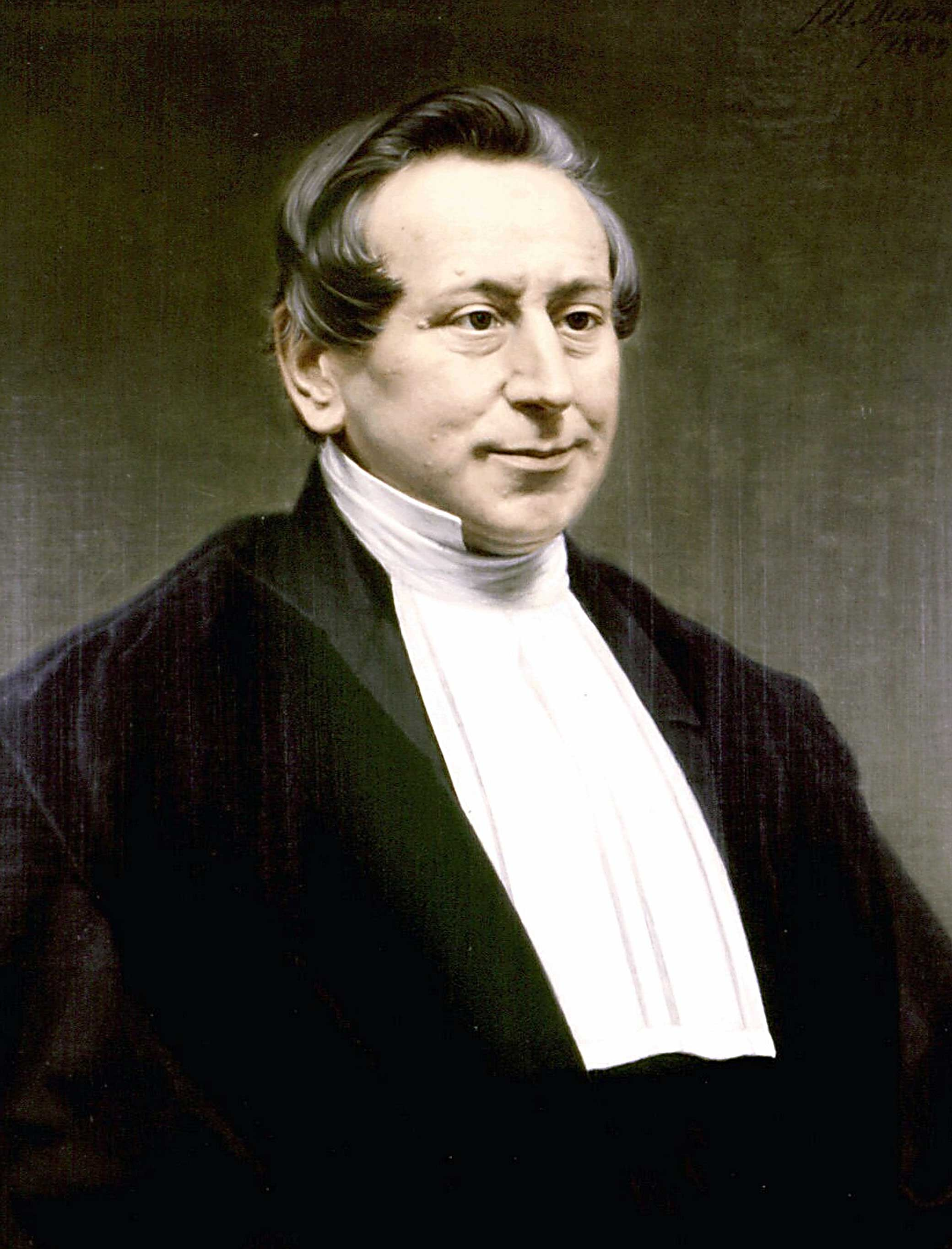
Henricus Christianus Millies

Henricus Christianus Millies auch: Milliës (* 15. Oktober 1810 in Den Haag; † 26. Oktober 1868 in Utrecht) war ein niederländischer lutherischer Theologe und Orientalist.

## Leben
Der Sohn des Grafikers Jacobus Millies und dessen Frau Anne Bornet verlor seinen Vater im Alter von zwei Jahren. Nach einigen Jahren auf der Departmentsschule nahm ihn 1823 der Rektor der Lateinschule in Bergen op Zoom, Johan Christiaan Steuerwald, in seinem Haus auf. Durch dessen Ehe mit Paulina Frederica Millies trat er in verwandtschaftliche Beziehung zum jungen Millies und unterrichtete ihn.
Ab dem 19. September 1827 besuchte er das lutherische Seminar in Amsterdam, um sich auf den Pfarrerberuf vorzubereiten. Nachdem er sein theologisches Examen bestanden hatte, wurde er am 16. Juli 1837 Pfarrer der lutherischen Gemeinde in Kuilenburg, wechselte in gleicher Eigenschaft am 5. Mai 1839 nach Haarlem und wurde am 14. Dezember 1845 in Utrecht tätig. Am 5. Mai 1847 erhielt er die theologische Ehrendoktorwürde der Universität Utrecht und bekam 1848 einen Ruf als Professor am lutherischen Seminar in Amsterdam. Dieses Amt trat er am 6. November mit der Rede de exterarum religionum comparatione, theologo Christiano valde commendanda an. Am 16. April 1856 erhielt er einen Ruf als Professor für orientalische Sprachen an die Universität Utrecht; dieser Berufung folgte er am 22. September 1856 mit der Rede De literarum Orientalum cum theologia Christiana necessitudine.
Um die niederländischen Kolonien „religiös, moralisch und intellektuell“ zu fördern, engagierte sich Millies bei der Niederländischen Missionsgesellschaft und der Niederländischen Bibelgesellschaft. Zudem eignete er sich die Malaiische Sprache und Javanische Sprache sowie die Sprache der Alfuren und Dayak an und unterrichtete diese auch. Hierzu förderte er August Hardeland (1814–1890) bei seiner Veröffentlichung der Werke Versuch einer Grammatik der dajackschen Sprache (Amsterdam, 1858) und Dajacksch-Deutsches Wörterbuch (Amsterdam, 1859). Er sprach sich für die Abschaffung der Sklaverei in Sumatra aus, untersuchte die Numismatik der indischen Inselgruppe, schrieb eine Abhandlung über den ausgestorbenen Vogel Dodo und über Sulawesi. Millies beteiligte sich auch an den organisatorischen Aufgaben der Utrechter Hochschule und war 1866/67 Rektor der Alma Mater. Bei der Niederlegung des Amtes hielt er die Rede De monotheismo Israelitarum, divinae patefactionis testimonio. Am 5. Mai 1856 wurde er Mitglied der königlich niederländischen Akademie der Wissenschaften.
Millies heiratete am 30. Juli 1857 in Utrecht Louise Maria Cornelia Strick van Linschoten (* 6. Dezember 1833 in IJsselstein; † 14. Dezember 1903 in Utrecht). Die Ehe blieb kinderlos.

## Werke (Auswahl)
- Waarom sterven dikwerf de vromen zoo vroeg, terwijl de slechten blijven leven?  Haarlem 1844
- Leerrede over Lucas 7 v. 12. Haarlem 1844
- Mag de Christen eigenaar van slaven zijn? In: Alg. Handelsblad van 3 Dec.1847. Amsterdam 1847
- Oratio de exterarum religionum comparatione, theologo Christiano valde commendanda. Amsterdam 1848
- De munten der Engelschen voor den Oost-Indischen Archipel. Amsterdam 1852
- Oratio de literarum Orientalium cum theologia Christiana necessitudine. Utrecht 1856
- Notice sur les nouvelles monnaies pour les colonies orientales néerlandaises. Brüssel 1858
- De Oostersche vertalingen van Grotius' de veritate religionis christianae. Amsterdam 1863
- Over de bronnen voor de beoefening der Kerkgesch. van Ned. 0.- Indië. Amsterdam 1863
- Oratio de monotheismo Israelitarum, divinae patefactionis testimonio. Utrecht 1867
- Recherches sur les monnaies des indigènes de l'archipel indien et de la péninsule malaie. Den Haag, 1871